# Síran měďnatý
Síran měďnatý (CuSO4) je anorganická sloučenina, její pentahydrát je také znám pod triviálním názvem modrá skalice, dříve i jako modrý vitriol (vitriol je alchymistický název pro kyselinu sírovou či její soli). Patří k nejběžnějším sloučeninám mědi. Jedná se o průmyslově nejvyráběnější měďnatou sůl.
V bezvodém stavu tvoří bílý prášek, který přijímáním vody modrá. Proto se jej užívá k důkazu vody v organických kapalinách nebo jako sušidla.
Z vodného roztoku krystalizuje jako pentahydrát (modrá skalice) CuSO4·5H2O, v azurově modrých, průhledných, trojklonných krystalech, které na vzduchu na povrchu větrají. Modrá skalice je technicky nejdůležitější solí mědi.

## Použití

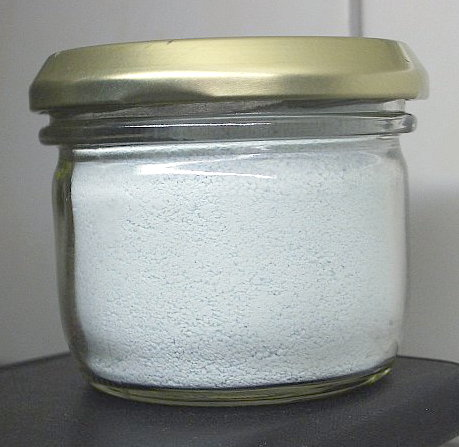
Bezvodý síran měďnatý

- Materiál pro výrobu minerálních barev
- Impregnace dřeva proti hnilobě
- Konzervování vycpanin
- Moření osiva
- Připravuje se z ní bordóská jícha (směs roztoku modré skalice a vápenného mléka) – prostředek k hubení škůdců rostlinných kultur
- Součást poměďovacích lázní
- Součást Daniellova a Meidingerova článku
- Barvení kůží
- Svíravý, leptací a dávicí prostředek v lékařství[zdroj⁠?!]
- Jako veterinární léčivo či jejich součást (například v akvaristice) a jako první pomoc při otravě fosfidem zinečnatým

## Výroba

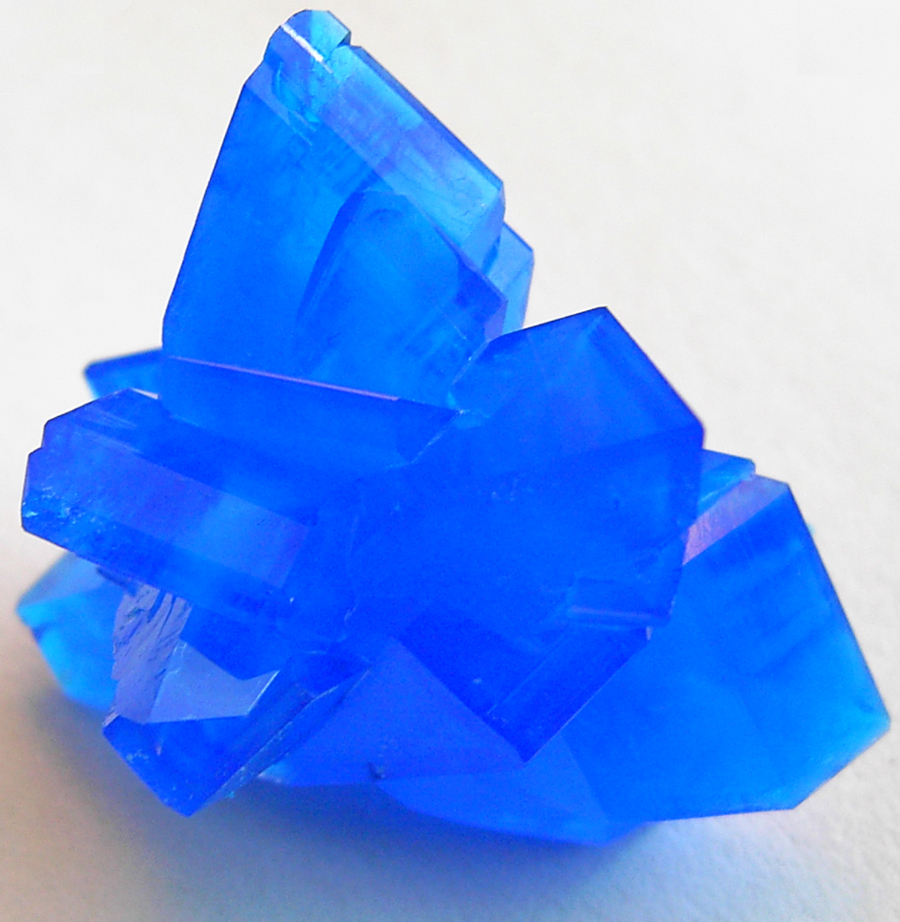
Krystalická modrá skalice

Vyrábí se rozpouštěním měděných odpadků v horké koncentrované kyselině sírové:
{\displaystyle {\ce {Cu + 2H2SO4 -> CuSO4 + 2H2O + SO2}}}
nebo lépe a hospodárněji rozpouštěním v teplé, zředěné kyselině sírové za přístupu vzduchu:
{\displaystyle {\ce {2Cu + 2H2SO4 + O2 -> 2CuSO4 + 2H2O}}}
Dalším způsobem přípravy je rozpouštění oxidu měďnatého, získaného např. pražením sulfidových rud, v kyselině sírové:
{\displaystyle {\ce {CuO + H2SO4 -> CuSO4 + H2O}}}
Modrá skalice se vyskytuje i v přírodě, zejména v Chile (chalkantit). Mimoto nacházíme brochantit, zásaditý síran měďnatý, CuSO4·3Cu(OH)2. Z těchto přírodních síranových rud můžeme modrou skalici získat rozpouštěním ve zředěné kyselině sírové.
Zahřívá-li se modrá skalice, odštěpuje se z ní voda ve dvou krocích. Při teplotě 110 °C vzniká monohydrát (CuSO4 · H2O) a po zahřátí na 150 °C dojde k úplné dehydrataci za vzniku síranu měďnatého (CuSO4). Při zahřívání na teplotu 650 °C se rozkládá, dle rovnice:
{\displaystyle {\ce {2CuSO4 -> 2CuO + 2SO3 -> 2CuO + 2SO2 + O2}}}
Při reakci vzniká oxid měďnatý a oxid sírový, který se však z podstatné části dále rozpadá na kyslík a oxid siřičitý.

## Toxicita
Při požití dochází k silnému zvracení a vodnatým průjmům s příměsí krve. Postižený může s příznaky těžkého šoku zemřít během několika hodin. Jako protijed podáme mléko nebo jednu lžičku ferrokyanidu draselného rozpuštěného v půl litru vody. Předtím vyvoláme zvracení, ale maximálně deset minut po intoxikaci. Při potřísnění kůže vodným roztokem CuSO4 omyjeme pokožku vodou a mýdlem.
Zvláště nebezpečný je pro vodní organismy, zejména vodní bezobratlé.